# 吉米·佩奇
詹姆斯·帕特里克·“吉米”·佩奇，OBE（1944年1月9日—）是一位英国音乐家、詞曲創作人和音乐制作人。他作为摇滚乐队齐柏林飞船乐队的主音吉他手及乐队领袖取得了巨大成功。
佩奇以录音室乐手的身份在伦敦开启了音乐生涯。到1960年代中期，他已成为英国最炙手可热的录音室吉他手。1966年，他成为了雏鸟乐队的第三任主音吉他手。1968年，当其他成员都离队后，佩奇招募了三位新成员，随后将乐队名称改为齐柏林飞艇。1980年，齐柏林因鼓手去世而解散。之后，佩奇与多位音乐人有过短期合作，并参与了一个电影配乐项目。1994年至1998年，他与前队友罗伯特·普兰特以佩奇和普兰特为名录制专辑，举办了巡演。
佩奇被公认为是历史上最伟大、最有影响力的吉他手之一。《滚石》杂志称他为“强力吉他重复段的教主”，并在“史上最伟大的100位吉他手”2003年列為第9名 ，2011年榜单上将其列为第3名 。2007年，他在《经典摇滚》的“100位最狂野的吉他英雄”榜单上排名第四位。2010年，他在吉布森的“史上最伟大的50名吉他手”榜单上排名第二位。佩奇是少见的被两次引入摇滚名人堂的人之一，第一次是作为雏鸟乐队成员，第二次是作为齐柏林飞船成员。

## 早年
佩奇于1944年出生在西伦敦郊区，为家中独子。他的父亲是一位经理，母亲是一位医生秘书。1952年，他们搬到大伦敦的另一个郊区埃普索姆，佩奇在那里第一次见到了吉他。12岁时，他得到了第一把自己的吉他，尽管上过一些乐器课，但他主要是依靠听唱片自学的。佩奇的早期音乐影响包括洛卡比里吉他手斯科蒂·摩尔和詹姆斯·波顿，两位都是的乐手。猫王的歌曲促使他开始弹奏吉他。13岁时，佩奇作为一个噪音爵士乐四人组的成员在儿童电视节目上登场，该节目于1957年在一台播出。当主持人问他长大后的打算时，佩奇表示自己想要做生物学研究，发现癌症的治疗方法。尽管他面试了一份实验室助手的工作，佩奇最终还是选择离开中学以追求音乐生涯。在几次尝试后，他受歌手尼尔·克里斯蒂安的邀请加入他的乐队。佩奇和克里斯蒂安一起巡演了约两年，也录制了一些唱片，包括1962年的单曲。在此期间，佩奇感染了传染性单核白血球增多症，无法继续巡演。痊愈后，他决定暂时把音乐事业放在一边，转而追求另一爱好绘画，进入萨顿艺术学院（Sutton Art College）就读。

## 职业生涯

### 1960年代早期：录音室乐手
佩奇在学生时代就经常在伦敦的华盖俱乐部演出，与其合作的艺人包括西里尔·戴维斯、亚历克西斯·科尔纳、埃里克·克莱普顿和儿时伙伴杰夫·贝克。一天，布莱恩·霍华德与剪影乐队（Brian Howard & the Silhouettes）的约翰·吉布（John Gibb）让他为哥伦比亚留声机公司的唱片录制提供协助。随后，迪卡唱片给了佩奇第一份正式的录音室工作。他的第一次录音期是录制杰特·哈里斯和托尼·米汉的歌曲，这首歌在1963年早期成为英国冠军单曲。
佩奇成为了全职录音室乐手，在摇滚乐刚刚开始崛起的英国小有名气。在这个时期，他的别称为“小吉姆”，以防和另一位知名录音室乐手大吉姆·苏利文混淆。谁人乐队和奇想樂團的制作人谢尔·塔尔米青睐佩奇的工作，让他参与这两支乐队唱片的录制。他在奇想乐队处女作专辑里的两首歌中弹奏十二弦原声吉他，还在谁人乐队的首张单曲中弹奏节奏吉他，在B面曲中担任主音吉他手（尽管皮特·汤申德对此感到不满）。佩奇作为录音室乐手合作过的其他艺人和团体包括滚石乐队、范·莫里森和瑪莉安·菲絲佛等。佩奇还记得自己为披头士乐队1964年的电影《一夜狂欢》弹过吉他。据说，在1963年至1965年期间录制的所有唱片中，佩奇参与的录音占全部的60%。
1965年，滚石乐队的经理人安德鲁·朗格·奥德曼雇佣佩奇为制作人及人员。这个新角色使他有机会为约翰·马约尔、妮可和艾瑞克·克莱普顿等制作歌曲。佩奇还与创作歌手杰基·德香农建立了一段短暂的恋爱及创作搭档关系。他为喬·科克爾的处女作专辑里的五首歌曲弹奏了吉他。
关于他具体参与了哪些歌曲，以及他在各个录音中扮演的角色，佩奇指出因参与的录音期过多，他无法准确地回忆自己做过的事。在一次广播采访中，他解释道：“我那时一天参与三个录音期，一周十五个。有时我和一个团体合作，有时我做电影音乐，或者是民谣录音……我能适应所有不同的角色。”后来，在斯塔克斯唱片的影响下，铜管和管弦乐伴奏在流行乐坛中逐渐风靡，挤占了吉他的位置，因此佩奇停止了录音室工作。佩奇认为他作为录音室乐手的经历非常宝贵，他说：“[但]我甚至在自己最糟糕的录音期都学到了东西——相信我，我在一些可怕的唱片中弹奏过。当我开始接到让我做罐头音乐的电话后，我最终决定不干了。我不想再过那样的生活；这一切变得太傻了。我辞职一周后，保罗·山姆威尔-史密斯离开了雏鸟乐队，而我能顶替他的位置，我猜这是命运”。

### 1966年–1968年：雏鸟乐队
1964年末，佩奇被询问取代雏鸟乐队吉他手埃里克·克莱普顿的可能性，他出于对朋友的忠诚拒绝了。1965年2月，克莱普顿退出了乐队，佩奇正式收到了顶替他的邀请。但他不愿放弃自己收入丰厚的录音室乐手工作，还担心自己的健康难以承受巡演，便推荐了好友杰夫·贝克。1966年5月16日，佩奇、贝克、鼓手凱思·穆恩、贝斯手约翰·保罗·琼斯和键盘手尼基·霍普金斯一起录制了《吉他樂器獨奏演奏曲》。这个经历让佩奇产生了组建超級樂團的想法，让贝克担任吉他手，谁人乐队的約翰·恩特維斯托和凱思·穆恩分别担任贝斯手和鼓手。然而，缺乏一个强大的主唱，以及合约问题导致这个想法没能实现。
几周后，佩奇在牛津观看了一场雏鸟乐队演唱会。结束后，他到后台与乐队打招呼，得知贝斯手保罗·山姆威尔-史密斯宣布退出乐队。他提出让自己加入，得到了乐队的同意。他起初弹奏贝斯，随后在克里斯·德雷加转弹贝斯后和贝克组成双主音吉他。这个阵容在音乐上的潜能因成员间的冲突和商业上的失败没有得到良好发展。在贝克离队后，雏鸟乐队成为一支四人乐队。他们以佩奇为主音吉他手录制了一张专辑，但专辑在口碑和销量上都没有成功，在公告牌上仅达到第80位。
1968年，在其他成员都退出后，雏鸟乐队仅剩佩奇一人。他为了完成斯堪的纳维亚巡演合约，开始寻找新成员。最终，他招募了主唱罗伯特·普兰特和鼓手约翰·博纳姆。约翰·保罗·琼斯主动联系他，要求加入。乐队以新雏鸟乐队之名在斯堪的纳维亚演出，之后佩奇将其改名为齐柏林飞艇。

## 私生活
1970年至1982年或83年，佩奇的女友为法国模特夏洛特·马丁（Charlotte Martin），他称呼她为“我的女士”（"My Lady"）。两人有一个女儿斯嘉丽·佩奇，她是一位摄影师。1986年，佩奇与模特兼演员帕特丽夏·埃克（Patricia Ecker）结婚，他们的儿子出生于1988年4月，与佩奇同名。这段婚姻于1995年走到尽头。